# إنفيني باند

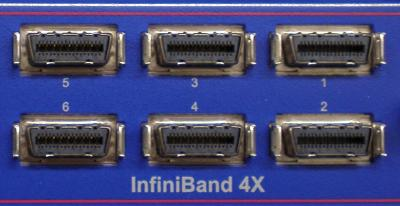
لوحة محول InfiniBand ذو سعة تبلغ 10 جيجابت / ثانية (SDR) و موصلات من نوع CX4/SFF-8470

InfiniBand نوع من روابط أو موصلات شبكات اتصالات الكمبيوتر (من فئة switched fabric ) و المستخدمة في الحوسبة عالية الأداء (high-performance computing) و مراكز بيانات المؤسسات (enterprise data centers).
ومن ضمن ميزات تقنية InfiniBand إنتاجية عالية، زمن وصل منخفض، خدمة جيدة وقابلية تجاوز الفشل كما أنها مصممة في الأساس لتكون قابلة للتطوير المتواصل. البنية الهندسية ل InfiniBand تمكن من الوصل بين العقد المعالجة (processor nodes) وعقد ادخال/إخراج (I/o nodes) مرتفعة الأداء مثل أجهزة التخزين. يتم تصنيع مكيفات الناقل المضيف (host bus adapters) و محولات الشبكات (network switches) التابعة لتقنية InfiniBand من قبل Mellanox وإنتل.

## معدل نقل البيانات
رابط ال InfiniBand هو رابط شبكات تسلسلي يعمل بأحد معدلات نقل البيانات الخمس التالية: معدل نقل بيانات مفردة (SDR)، معدل نقل بيانات مزدوجة (DDR)، معدل نقل بيانات رباعية (QDR)، معد نقل بيانات أربع عشرية (FDR)، ومعدل نقل بيانات معززة (EDR).
معدل نقل بيانات مفردة SDR يبلغ 2.5 جيجابت في الثانية في كل اتجاه لكل اتصال.بالنسبة ل DDR يبلغ 5 جيجابت / ثانية وبالنسبة ل QDR يبلغ 10 جيجابت / ثانية. أما فيما يتعلق بال FDR فيبلغ 14.0625 جيجابت / ثانية، أخيرا فان المعدل الخاص بال EDR يبلغ 25.78125 جيجابت / ثانية لكل ممر.